# 王尔乘
王尔乘（1955年10月—），辽宁丹东人，1971年12月参加工作，1980年10月加入中国共产党，北京师范大学中文专业毕业，中欧国际工商学院工商管理硕士。中国共产党第十九届中央委员会委员。

## 生平
早年为北京市木材公司西直门经营处工人、干部。1981年调入北京市物资局，历任干部、党组秘书、副科长。1985年8月进入中共中央组织部，历任地方干部局主任科员、副处级调研员、副处长，办公厅副处长、正处级秘书（服务时任部长曾庆红），办公厅副主任、主任，干部一局局长。2004年5月，任中共中央组织部部务委员（副部长级）兼干部一局局长。2007年7月，升任中共中央组织部副部长。2013年，当选为第十二届全国人大代表。随后于2013年3月当选为第十二届全国人大常委会委员。2015年8月，转任全国社会保障基金理事会党组书记、副理事长。2018年4月，兼任中华人民共和国财政部党组成员。2020年11月，任全国政协社会和法制委员会副主任。